# Naugama
Naugama är en ort i Indien.   Den ligger i distriktet Shāhjahānpur och delstaten Uttar Pradesh, i den norra delen av landet, 260 km öster om huvudstaden New Delhi. Naugama ligger 149 meter över havet och antalet invånare är 5 000.
Terrängen runt Naugama är mycket platt. Runt Naugama är det tätbefolkat, med 493 invånare per kvadratkilometer. Närmaste större samhälle är Jalālābād, 3,4 km norr om Naugama. Trakten runt Naugama består till största delen av jordbruksmark.